# Vue de Het Steen au petit matin
Vue de Het Steen au petit matin, également appelé Château de Steen avec chasseur ou simplement Het Steen, est une peinture de paysage de l'artiste flamand Pierre Paul Rubens, datant d'environ 1636. Elle mesure 131,2 × 229,2 cm et est conservée à la National Gallery de Londres depuis 1823.

## Description
Rare exemple d'œuvre peinte pour le plaisir de l'artiste plutôt que pour une commande, elle montre une vue du domaine de Het Steen près de Bruxelles, que Rubens avait acquis en 1635, dans un paysage d'automne matinal. Il avait initialement prévu de créer une peinture beaucoup plus petite se concentrant sur la maison, en utilisant trois petites planches de chêne, probablement des pièces de rechange de son atelier, mais au fur et à mesure que le concept se développait, dix-sept panneaux supplémentaires ont été ajoutés.
Le tableau a influencé des artistes comme John Constable pendant sa période de travail pour Sir George Beaumont, qui possédait alors le tableau et en fit ensuite don à la National Gallery en 1823. La peinture est remarquable pour constituer la première représentation artistique convaincante d'un ciel moutonné.

## Source de traduction
- (en) Cet article est partiellement ou en totalité issu de l’article de Wikipédia en anglais intitulé « A View of Het Steen in the Early Morning » (voir la liste des auteurs).